# アクアフィールド芝公園
アクアフィールド芝公園（港区芝公園多目的運動場）は、東京都港区芝公園2丁目2-7にある東京都港区管理・運営の多目的運動場。
プールを可動床式とし、夏季はプール（50m 1面）、春・秋・冬はフットサル場（3面）となる。2006年10月15日にリニューアルオープン。

## 概要
- 1923年 - 「芝公園プール」として開設。当初から50mプールとして設計された。同年10月第1回明治神宮競技大会水泳競技が実施される。
- 1973年 - 港区の管理・運営となり、正式名称が「港区立芝プール」となる。
- 1976年 - 全面改装。
- 2005年 - 「港区立芝プール」としては営業終了。9月から多目的運動場の工事開始。
- 2006年10月15日 - 「アクアフィールド芝公園」としてリニューアルオープン。

## 施設
- プール
  - 50mプール…50m×18m（8コース）、水深1.35m
  - 子供用プール…水深0.3～0.7m、動物を模った小型の滑り台がある。
- フットサル場（多目的コート、ゲートボールも可）

コート3面。夜間照明あり。
- 更衣室（返金式10円コインロッカー）、シャワー室、テラス（2階屋上）、貴重品ロッカー、障害者用施設（更衣室、トイレ、シャワー、テラスへのエレベータ）

## 利用料金
- プール…2時間大人600円、小・中学生240円(2017年4月1日から)
- 超過1時間単位で精算、大人300円、小・中学生120円(2017年4月1日から)
- フットサル場…1面1時間1300円 照明料金1時間200円(2017年4月1日から)

## 開館期間・時間
- プール…区民水泳大会が海の日に開催されるため休場、またプール期間中1日だけ整備のため休場
  - 7月1日～8月31日 - 9:00～20:00（子供用プールは17:00以降閉鎖）
  - 9月1日～9月15日 - 9:00～17:00
- フットサル場…（12月29日～1月3日と毎月第1・第3月曜日は休場）
  - 9月26日～6月15日 - 9:00～20:00

上記以外の期間（6月16日～6月30日、9月16日～9月25日）は、設備切替作業と整備のため休場。